# San Giovanni Suergiu
San Giovanni Suergiu (en sard, Santu Juanni Sruexu) és un municipi italià, situat a la regió de Sardenya i a la província de Sardenya del Sud. L'any 2004 tenia 6.075 habitants. Es troba a la regió de Sulcis-Iglesiente. Limita amb els municipis de Carbonia, Giba, Portoscuso, Sant'Antioco, Tratalias.

## Administració
| Període | Identitat    | Partit        |
| ------- | ------------ | ------------- |
| 2005-   | Enrico Piras | Llista Cívica |